# Cylisticus dentifrons
Cylisticus dentifrons är en kräftdjursart som beskrevs av Gustav Budde-Lund 1885. Cylisticus dentifrons ingår i släktet Cylisticus och familjen Cylisticidae. Inga underarter finns listade i Catalogue of Life.